# Esquire (título)
Esquire (abreviado Esq.) es un término de origen británico, a su vez derivado del francés medio «esquier», del francés antiguo «escuyer», del latín vulgar «scutarius», «escudero» similar al ibérico «escudero». Se trata de un título no oficial de respeto usado para denotar un cierto estatus social. Hasta principios del siglo XX, se aplicaba a los miembros de la gentry que no tenían ningún título de rango superior. Este título lo utilizan ahora convencionalmente en Estados Unidos los abogados y diplomáticos. Se sitúa sistemáticamente detrás del apellido, más a menudo de forma abreviada (por ejemplo, K. S. Smith, Esq.).